# 尼平納瓦西 (加利福尼亞州)
尼平納瓦西（英語：Nipinnawasee）是位於美國加利福尼亞州馬德拉縣的一個人口普查指定地區。

## 地理
尼平納瓦西的座標為37°24′15″N 119°43′59″W / 37.40417°N 119.73306°W，而該地最高點為海拔高度89米（即292英尺）。

## 人口
根據2010年美國人口普查的數據，尼平納瓦西的面積為7.931平方千米，均為陸地。當地共有人口475人，而人口密度為每平方千米59人。